# Jeff Hoffman
Jeffrey Robert Hoffman (né le 8 janvier 1993 à Latham, New York, États-Unis) est un lanceur droitier des Phillies de Philadelphie de la Ligue majeure de baseball.

## Carrière
Joueur des Pirates de l'East Carolina, Jeff Hoffman est le 9e athlète choisi au total lors du repêchage amateur de 2014 et est le choix de première ronde des Blue Jays de Toronto. 
Il commence sa carrière professionnelle dans les ligues mineures en 2015 avec un club affilié aux Blue Jays mais fait partie de cette organisation pendant peu de temps. En effet, le 28 juillet 2015, Toronto échange Hoffman, le joueur d'arrêt-court José Reyes, le releveur droitier Miguel Castro et le lanceur droitier des ligues mineures Jesus Tinoco aux Rockies du Colorado en retour de l'arrêt-court étoile Troy Tulowitzki et du releveur droitier LaTroy Hawkins.
Au début de l'année 2015, Hoffman fait une première apparition sur la liste annuelle des 100 meilleurs joueurs d'avenir dressée par Baseball America : entré en 69e place du palmarès, il est classé 68e au début 2016 avant d'être considéré le 36e joueur le plus prometteur du baseball au début 2017.  
Jeff Hoffman fait ses débuts dans le baseball majeur avec les Rockies du Colorado le 20 août 2016. Lanceur partant face aux Cubs de Chicago, il encaisse la première de 4 défaites en 8 matchs, dont 6 comme partant, pour les Rockies en 2016. Il remporte sa première victoire dans les majeures le 11 mai 2017 sur les Dodgers de Los Angeles.